# Pink Gin

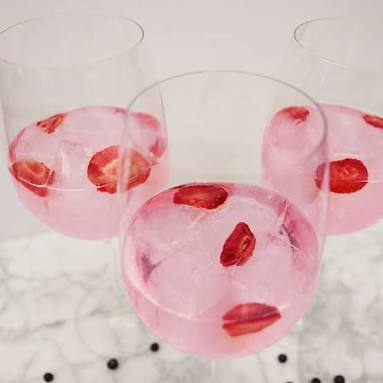
Cóctel Pink gin.

El Pink Gin es un cóctel que se puso de moda en Inglaterra a mediados del siglo XIX, que consiste en ginebra Plymouth y Angostura, un amargo rojo oscuro que hace que toda la bebida sea rosada. Se decora comúnmente con piel de limón, ya que los aceites esenciales cítricos complementan sutilmente el sabor del gin.

## Orígenes
Se cree que la ginebra rosada fue creada por miembros de la Royal Navy. La ginebra de Plymouth es una ginebra dulce, a diferencia de la ginebra de Londres que es seca, y se agrega a los amargos de Angostura para hacer que el consumo de amargos de Angostura sea más agradable pues se usaron como tratamiento para el mareo en 1824 por el Dr. Johann Gottlieb Benjamin Siegert.
La Royal Navy británica llevó la idea de la bebida a los bares de Inglaterra, siendo el primer lugar en Europa donde se serviría Pink Gin. En la década de 1870, la ginebra se estaba volviendo cada vez más popular y muchos de los mejores establecimientos de Inglaterra servían Pink Gins.

## Variantes
Aunque no hay variaciones importantes del Pink Gin, muchos camareros varían la cantidad de amargo de angostura que se usa. Por lo general, la bebida se completa con agua helada, rara vez sin agua.
El bárman puede preguntar a los clientes si lo desean in or out? ('dentro o fuera'), y luego el cantinero hace girar el amargo de angostura alrededor del vaso antes de dejarlo adentro o verterlo (dejando solo un residuo) y luego agregar la ginebra.
También es común que la ginebra rosada se sirva como Pink Gin Tonic, que generalmente consta de 4 pizcas de amargo de angostura y 2 tragos de ginebra, que luego se completa con tónica. Esto se sirve en un vaso alto con hielo y luego se puede decorar con limón.
Cedric Charles Dickens (bisnieto de Charles Dickens) registra en Drinking With Dickens que un 'Burnt Pink Gin' consiste en 1 cucharadita de Angostura que se flamea y luego se vierte en ginebra seca.